# 平親宗
平 親宗（たいら の ちかむね）は、平安時代末期の公卿。桓武平氏高棟王流、贈左大臣・平時信の次男。高倉天皇の外叔父。官位は正二位・中納言。

## 経歴
幼くして父・時信が没したために、異母兄の時忠の庇護下で育ったとみられる。右衛門尉を経て永暦元年（1160年）に六位蔵人となり、翌10月に叙爵された。その後、異母姉の滋子（建春門院）に引き立てられて、実務官僚としての道を歩み、承安3年（1173年）には三事兼帯になっている。また、丹波局（江口の遊女）所生の第十皇子・承仁法親王（第63代天台座主・滋子の猶子）の養育にあたったことで滋子のみならず、後白河法皇の絶大な信頼を得る。平清盛の縁戚につながる1人でありながら、異母兄の時忠と年齢が離れていたこともあり、安元2年（1176年）の建春門院の崩御後も一貫して後白河法皇の側に合った。そのために治承三年の政変で、院の近臣の一人として右中弁の官職を解かれている。養和元年（1181年）に清盛が没し、後白河法皇の院政が再開されると、復権して12月には右大弁兼蔵人頭に任ぜられ、寿永2年（1183年）には参議に任ぜられ公卿に列す。
こうした経緯により、寿永2年（1183年）に平氏一門が都落ちした際には随行せず都に止まったが、同年12月の木曾義仲によるクーデターで解官される。翌年には木曾義仲の失脚後に従三位に叙せられ参議にも還任するが、文治元年（1185年）12月には高階泰経・平知康らと並んで源義経支持派としての行動を源頼朝に弾劾され、またも解官の憂き目に合っている。文治4年（1188年）6月に大納言・源定房が出家して源氏長者の象徴である淳和・奨学両院別当の職が空席となった。後任には権中納言・土御門通親が就任することが有力視されていたが、親宗は参議・左大弁でありながら「平氏も王孫であるから両院別当になる資格がある」と主張して通親を激怒させた。正治元年（1199年）に正二位・中納言に叙任されるが、これを極官として同年7月17日薨去。享年56。折しも、和泉国にて知行国主である親宗と興福寺領の荘園が対立を起こしている最中の急逝であり、『春日権現験記』には親宗の死を春日大明神の神罰であると記している。
平氏一門の中では平重盛一家に近かったとされ、娘の一人は重盛の長男・維盛の側室になっている。その反面、平宗盛とは疎遠で、清盛の没後に法皇の近臣として権勢を振う親宗に対し、宗盛が天下の乱れは親宗ら近臣のせいであると本人に向かって直接非難したという。
また別の娘は西園寺公経との間に洞院実雄を産んでいる。
家集として『中納言親宗集』がある。また日記として『親宗卿記』を書き遺している。

## 官歴
※日付＝旧暦
- 永暦元年（1160年）
  - 9月27日：蔵人
  - 10月22日：従五位下。蔵人如元
- 永万2年（1166年）4月6日：兵部権少輔
- 仁安2年（1167年）
  - 正月28日：従五位上
  - 2月7日：伯耆守兼任
- 仁安3年（1168年）
  - 3月20日：皇太后宮権大進（皇太后・平滋子）
  - 8月4日：正五位下（滋子御給）
  - 9月4日：兵部権少輔を辞任
- 仁安4年（1169年）
  - 正月21日：伯耆守を辞任
  - 3月16日：勘解由次官
- 嘉応2年（1170年）
  - 正月26日：讃岐守。勘解由次官如元
  - 7月26日：蔵人。勘解由次官如元
- 承安2年（1172年）2月23日：右少弁。蔵人如元
- 承安3年（1173年）8月18日：右衛門権佐。検非違使兼帯（三事兼帯）
- 安元元年（1175年）
  - 12月8日：権右中弁。従四位下
  - 12月10日：率分所匂当
- 治承2年（1178年）正月5日：従四位上
- 治承3年（1179年）
  - 10月9日：右中弁。率分所匂当如元
  - 10月21日：修理右宮城使
  - 11月17日：解官
- 養和元年（1181年）
  - 9月23日：左中弁
  - 12月4日：右大弁。蔵人頭
- 養和2年（1182年）3月8日：正四位下
- 寿永2年（1183年）
  - 正月22日：参議に補任。右大弁如元
  - 12月28日：解官
- 寿永3年（1184年）
  - 3月27日：従三位
  - 改元して元暦元年9月18日：参議に還任
- 元暦2年（1185年）
  - 正月20日：讃岐権守兼任
  - 改元して文治元年12月29日：解官
- 文治3年（1187年）
  - 正月23日：参議に還任
  - 5月4日：左大弁
- 文治4年（1188年）正月23日：丹波権守兼任
- 文治5年（1189年）
  - 正月5日：正三位
  - 7月10日：権中納言
- 建久5年（1194年）正月6日：従二位
- 建久9年（1198年）
  - 9月12日：大嘗会御禊装束司長官
  - 10月16日：大嘗会御禊装束司長官を辞任（興福寺大衆の訴え）
- 建久10年（1199年）
  - 正月5日：正二位
  - 改元して正治元年6月22日：中納言
  - 7月17日：死去

## 系譜
- 父：平時信
- 母：藤原基隆の女[3]。
- 妻：僧女
  - 次男：平親長
  - 三男：平宗宣（1177-1231）
- 生母不詳の子女
  - 長男：平親国（1165-1208）
  - 女子：建春門院新中納言（？-1184） - 平維盛妾[4]
  - 女子：西園寺公経妾